# Некропола Панталика
Панталика је археолошко налазиште на острву Сицилији које је 2005. године заједно са Сиракузом уврштено на Унескову листу светске баштине у Европи под заједничким именом Сиракуза и стенска некропола Панталика.
Локалитет се налази у провинцији Сиракуза, 40 км западно од Сиракузе, у општини Сортино.
Карактеристике и историја некрополе Панталика обухвата више од 5.000 гробова исклесаних у камену, од којих је већина рађена од 13. до 7. века п. н. е.. Остаци грађевина из византијског доба, као што су темељи Анакторона (кнежеве палате). пронађено на том месту. 
Некропола Панталика се налази у масиву Монти Иблеи на висоравни дужине око 1.200 м од севера ка југу и око 500 м ширине од истока ка западу. Протеже се дуж басена исклесаног рекама Калцинара и Анапо у кречњачким стенама. У њима је до данас уклесано око 5.000 гробова – пећина. Због тога неке стене са огромним рупама личе на кошнице. Гробнице – пећине су релативно мале квадратне, правоугаоне или елиптичне, већина их има једну просторију, а неке и више.
Некропола се састоји од пет гробља распоређених на великом простору. На југозападној страни налази се некропола – Филиппорто, која има око 1000 гробова. века пре нове ере Некропола у Кавети има гробнице и пећине од праисторије до новијег времена. Северна некропола има више од 1.000 гробница дуж реке Калчинаре. Јужна некропола се простире дуж реке Анапо у дужини од једног километра.
На врху брда налазе се рушевине Анакторона (кнежева палата), једне од најстаријих грађевина у овој области. Претпоставља се да је подигнута око 1100. године пре нове ере. као мегалитски објекат, и да је коришћен све до византијских времена. Изгледа да је изграђен под утицајем микенске архитектуре јер подсећа на минијатурне микенске палате. Вероватно је то била резиденција неког од поглавара Панталике, али може бити и верски објекат.

## Историја
Црква Сан Микиадоро Панталика су основали староседеоци Сицилије пре грчке колонизације крајем бронзаног - почетком гвозденог доба. Гробови су почели да се резбаре почетком 12. века пре нове ере. а Грци су почели да колонизују ту област око 7. века пре нове ере.
Око 1300. године п. н. е. Сиканска племена су напустила своја приморска насеља и населила се у долини између река Анапо на југу и Калцинара на северу. Уточиште су потражили у неприступачним и негостољубивим планинама, из одбрамбених разлога. За становање су искористили постојеће природне кречњачке пећине, али су почели да клесају и нове вештачке.
Када су Сикулијанци стигли, потиснули су Сикане, који су у то време били једно од најмногољуднијих сицилијанских племена. Око 800. године п. н. е. оба племена су се некако сложила и кренула на запад до масива Сикана.
Назив некрополе – Панталица је византијски, али се не зна како се звала у антици. Панталица би могао да има везе са митском Хиблејом, насељем аутохтоног становништва. Према хипотезама неких научника, краљ Хиблон од Сикулуса дозволио је грчким колонистима да оснују Мргар Хиблеју 728. п. н. е.. Касније ширење Сиракузе на тај део Сицилије довело је до пропадања Хиблеје, која је уништена за хеленистичке колонизације Сиракузе – 665. п. н. е., била је престоница краљевства Сицулус. Анакторон  заједно са гробовима је последњи подсетник на та времена.
За византијске власти у раном хришћанству уклесане су нове гробнице, па је после сто година ћутања Панталика поново оживела током 8. и 9. века. У време инвазије Сарацена на Сицилију, постао је жариште одбране, а након тога је постао сараценско уточиште, које су назвали "Бунтаригах".
Када је италијански археолог Паоло Орси почео да ископава између 1895-1910, већина гробница је већ одавно била опљачкана. Ипак, пронађени су бројни артефакти од керамике, бронзе и костију, који су данас изложени у Археолошком музеју Сиракузе Паоло Орси.